# L’Hemisfèric

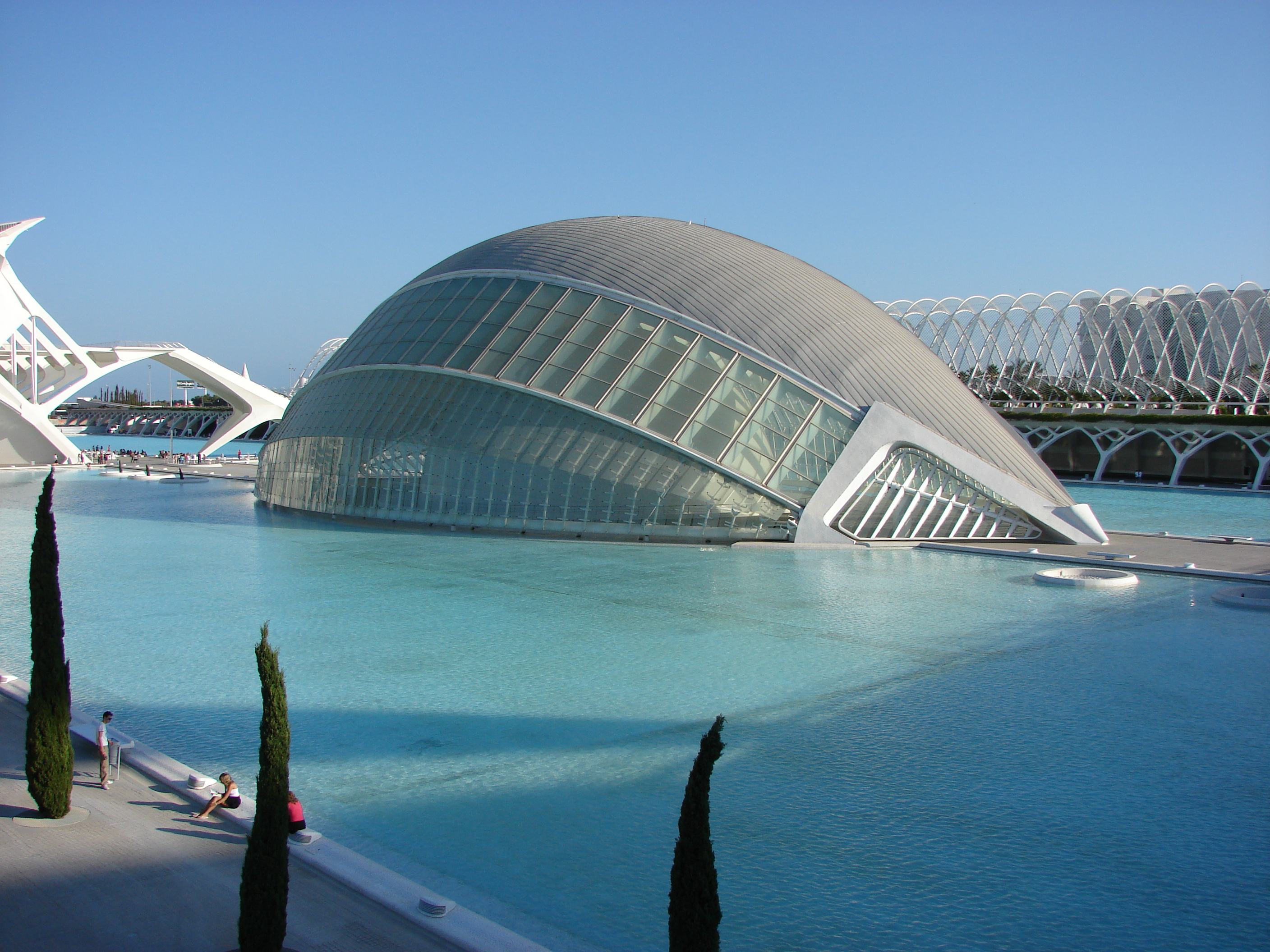

Hemisfèric – jeden z budynków Ciudad de las Artes y las Ciencias w Walencji, otwarty 16 kwietnia 1998 roku. Zbudowany został na kształt oka, a zaprojektował go Santiago Calatrava. Mieści w sobie salę kinową z ekranem o powierzchni 900 m². Wyświetlane są na nim programy na temat nauki i techniki. Filmy nadawane są w formacie Imax Dome i Cinema digital 3D. Znajduje się tutaj także planetarium oraz można obejrzeć spektakl laserowy. Całkowita powierzchnia obiektu to 13 000 m². Sala kina Imax jest największą salą kinową w Hiszpanii. Obiekt był pierwszym budynkiem otwartym w Ciudad de las Artes y las Ciencias. Można go oglądać wraz z przewodnikiem od poniedziałku do piątku od 12:00 do 16:00.

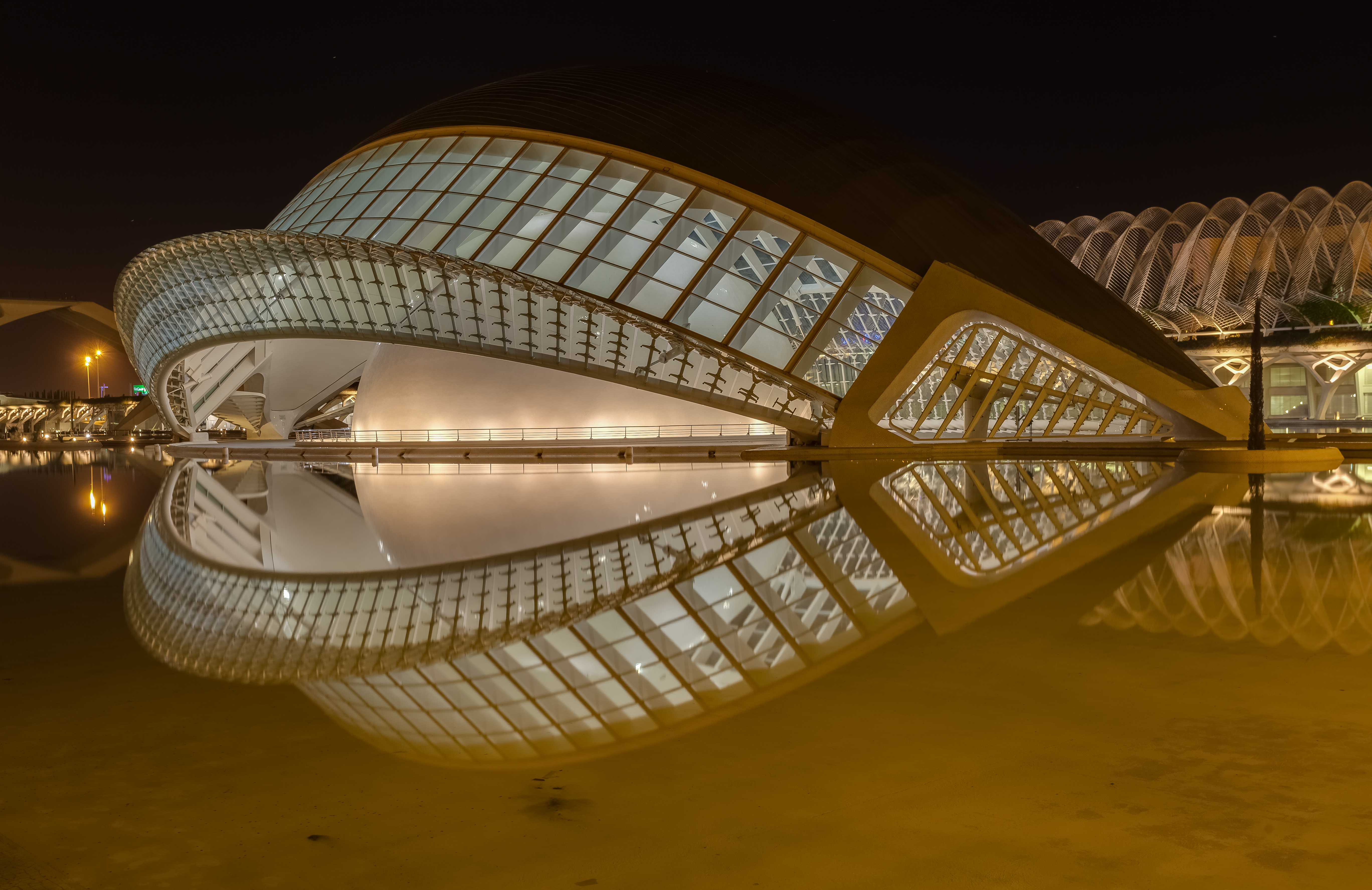